# Sous-bois devant les grottes au-dessus du Château Noir
Sous-bois devant les grottes au-dessus du Château Noir est un tableau réalisé par le peintre français Paul Cézanne vers 1900-1904. Cette huile sur toile est un paysage qui représente un chaos rocheux encadré par des arbres à proximité du château Noir du Tholonet, dans les Bouches-du-Rhône. Elle est conservée à la National Gallery, à Londres, au Royaume-Uni.